# Constituição de Myanmar
A Constituição da República da União de Myanmar (em birmanês: mjəmà nàɪɴŋàɴ pʰwɛ̰zíbòʊɴ ʔətɕèɡàɴ ʔṵbədè]) é a lei suprema de Myanmar. A primeira constituição de Myanmar foi promulgada pela União da Birmânia em 1947. Após o golpe de Estado birmanês de 1962, uma segunda constituição foi promulgada em 1974. O país foi governado por juntas militares durante a maior parte de sua história.
A Constituição de 2008, a terceira e atual constituição do país, foi publicada em setembro de 2008 após um referendo.
O Tatmadaw (Forças Armadas de Myanmar) mantém o controle significativo do governo sob a constituição de 2008. 25% dos assentos no Parlamento de Myanmar são reservados para servir oficiais militares. Os ministérios do lar, das fronteiras e da defesa devem ser encabeçados por um oficial militar servindo. Os militares também nomeam um dos dois vice-presidentes do país. Portanto, os líderes civis do país têm pouca influência sobre o estabelecimento de segurança.